# 4-nitrochlorbenzen
4-nitrochlorbenzen (systematický název 1-chlor-4-nitrobenzen) je organická sloučenina používaná jako surovina při výrobě řady průmyslově využívaných sloučenin jako jsou antioxidanty v kaučuku. Je izomerní s 2-nitrochlorbenzenem a 3-nitrochlorbenzenem.

## Výroba
4-nitrochlorbenzen se průmyslově vyrábí nitrací chlorbenzenu:
{\displaystyle \mathrm {ClC_{6}H_{5}+HNO_{3}\rightarrow ClC_{6}H_{4}NO_{2}+H_{2}O} }
Touto reakcí vznikají 2-nitroizomer a 4-nitroizomer v poměru 1:2, které se oddělí destilací. 4-nitrochlorbenzen byl původně získán nitrací 4-bromchlorobenzenu.

## Použití

4-nitrochlorbenzen slouží mimo jiné jako prekurzor dapsonu, léčiva používaného proti lepře

4-nitrochlorbenzen je meziproduktem při výrobě mnoha dalších látek. Nitrací z něj vzniká 2,4-dinitrochlorbenzen a 1,2-dichlor-4-nitrobenzen. Redukcí kovovým železem vzniká 4-chloranilin. Díky přítomnosti nitroskupiny je benzenové jádro (na rozdíl od podobného chlorbenzenu) náchylné k nukleofilní aromatické substituci. Silně nukleofilní sloučeniny jako například hydroxidy, methoxidy a anorganické amidy nahrazují atom chloru jinými funkčními skupinami, přičemž se utváří 4-nitrofenol, 4-nitroanisol respektive 4-nitroanilin.
Dalším významným způsobem použití 4-nitrochlorbenzenu je jeho kondenzace s anilinem za vzniku 4-nitrodifenylaminu. Redukční alkylací nitroskupin vznikají sekundární arylaminy používané jako antioxidanty v kaučuku.
.